# Wind Tre

2016-2020
2020-presente

Wind Tre S.p.A. é uma empresa italiana de telecomunicações que oferece serviços de telefonia móvel e fixa.
Nasceu em 31 de dezembro de 2016 da fusão de duas empresas italianas de telecomunicações, nomeadamente a 3 Italia e a Wind Telecomunicazioni, controladas respetivamente pela CK Hutchison Holdings e pela VimpelCom.
Desde 7 de setembro de 2018, a CK Hutchison Holdings é a única acionista da Wind Tre, uma vez que, após aprovação da Comissão Europeia, o grupo de Hong Kong concluiu a aquisição dos restantes 50% da empresa à VEON (anteriormente VimpelCom).
Em 2022, é a primeira operadora móvel italiana para SIM HUMAN, a terceira depois da TIM e da Vodafone em total de cartões ativos.

## História
Em 31 de dezembro de 2016, foi concluído o projeto de criação de uma joint venture igualitária entre a CK Hutchison Holdings (proprietária da 3) e a VimpelCom (proprietária da Wind). O projeto previa a fusão da Wind Telecomunicazioni S.p.A. e H3G S.p.A. na Wind Tre S.p.A.
Em 7 de setembro de 2018, a VEON (anteriormente VimpelCom) vendeu a sua participação de 50% na Wind Tre à CK Hutchison Holdings, que se tornou assim o único acionista.
Apesar da fusão, a empresa manteve ativas as marcas Wind, 3 Italia e Infostrada (com exceção de Wind Business e 3 Business que se tornou Wind Tre Business em 23 de maio de 2017) até 16 de março de 2020, quando a empresa iniciou um processo de rebranding que levou ao nascimento das marcas unificadas Wind Tre, Wind Tre Business e Very Mobile (nascida em 24 de fevereiro de 2020, como operador móvel virtual para competir com Iliad, ho-mobile e Kena Mobile). A Very Mobile foi a primeira MVNO a comercializar as suas ofertas também em eSIM e a experimentar a tecnologia VoWiFi.
A partir de agosto de 2022, a empresa obteve autorização da AGCOM para iniciar uma colaboração com a Iliad para partilha de 5G em zonas rurais com baixa densidade populacional. Em janeiro de 2023, foi concluída a criação da joint venture Zefiro Net, controlada conjuntamente pelas duas empresas.

## Rede

### Rede móvel

Unificação das redes Wind e 3

Com a fusão, foi lançado um processo de unificação das redes móveis Wind e 3 Italia, com a venda dos sites em desuso à Iliad, o que conduzirá à criação de um único operador móvel.
| Rede | Tecnologia             | Velocidade máxima | Velocidade máxima | População coberta (%)        | Frequências                              |
| Rede | Tecnologia             | Download          | Upload            | População coberta (%)        | Frequências                              |
| ---- | ---------------------- | ----------------- | ----------------- | ---------------------------- | ---------------------------------------- |
| 2G   | GSM / GPRS             | 85,6 kbps         | 20 kbps           | 99,9%                        | 900 MHz / 1800 MHz                       |
| 2G   | EDGE                   | 236,8 kbps        | 60 kbps           | 99,9%                        | 900 MHz / 1800 MHz                       |
| 3G   | UMTS / HSPA / DC-HSPA+ | 42,2 Mbps         | 5,76 Mbps         | 99,0%                        | 900 MHz / 2100 MHz                       |
| 4G   | LTE / LTE-A            | 1 Gbps            | 75 Mbps           | 98,1%                        | 800 MHz / 1800 MHz / 2100 MHz / 2600 MHz |
| 5G   | NR                     | 1,6 Gbps          | 150 Mbps          | 95,9% (DSS) 65,40% (TDD N78) | 1800 / 2600 / 3600 MHz                   |

### Rede fixa
| Infraestrutura | Tecnologia | Tipo | Velocidade máxima | Velocidade máxima | Cobertura                | População coberta (%) |
| Infraestrutura | Tecnologia | Tipo | Download          | Upload            | Cobertura                | População coberta (%) |
| -------------- | ---------- | ---- | ----------------- | ----------------- | ------------------------ | --------------------- |
| Cobre          | ADSL       | WLR  | 7 Mbps            | 512 kbps          | Telecom Italia           | 70%                   |
| Cobre          | ADSL2+     | LLU  | 20 Mbps           | 1 Mbps            | Telecom Italia           | 70%                   |
| Fibra óptica   | FTTC       | VULA | 200 Mbps          | 20 Mbps           | Telecom Italia e Fastweb | 59%                   |
| Fibra óptica   | FTTH       | GPON | 1 Gbps            | 100 Mbps          | Open Fiber e Fastweb     | 59%                   |

## Marcas e logotipos

### Wind Tre
- 2016-2020
- 2020-presente

### Wind Tre Business

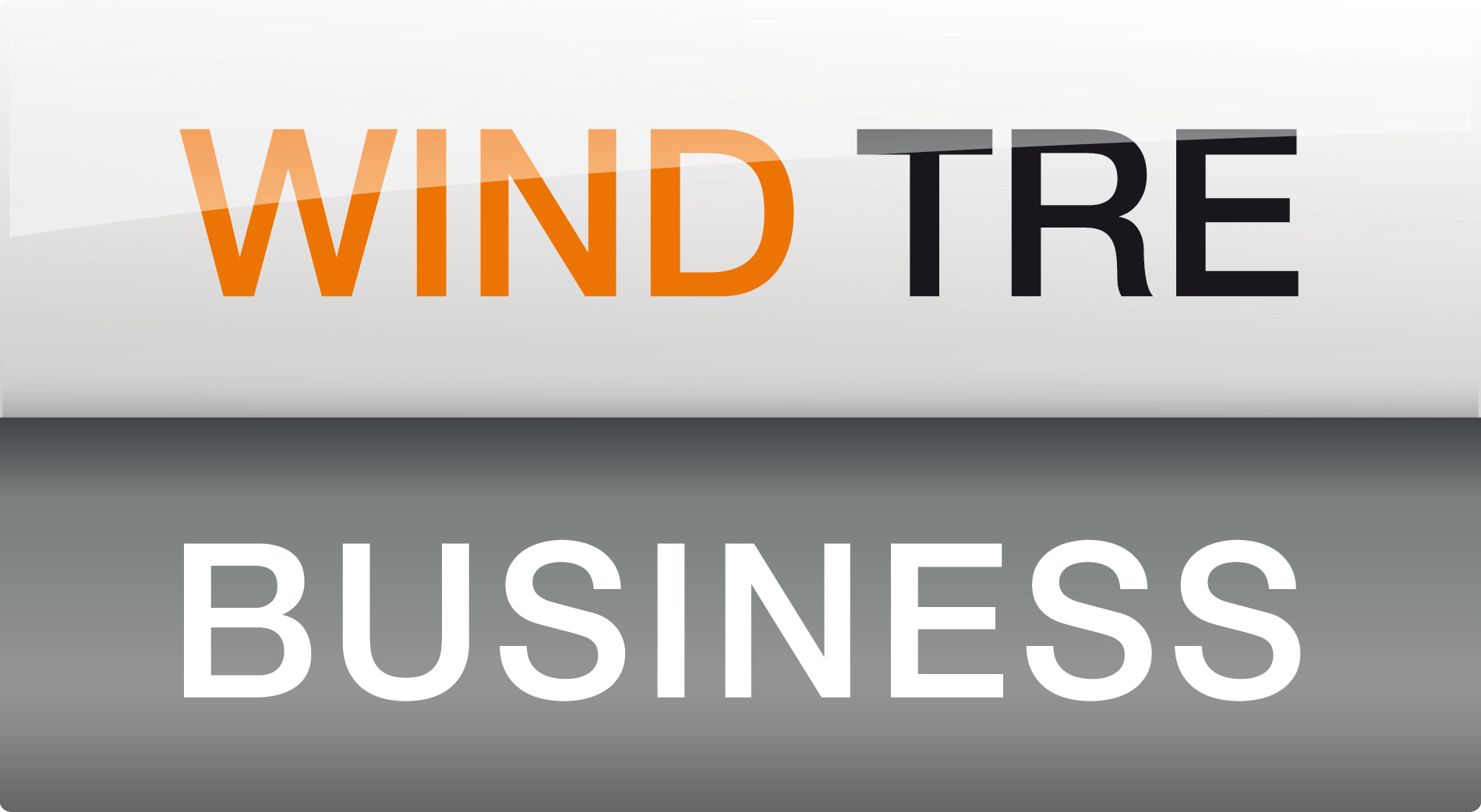
2017-2020
2020-presente

### Very Mobile

2020-presente

### Marcas descontinuadas

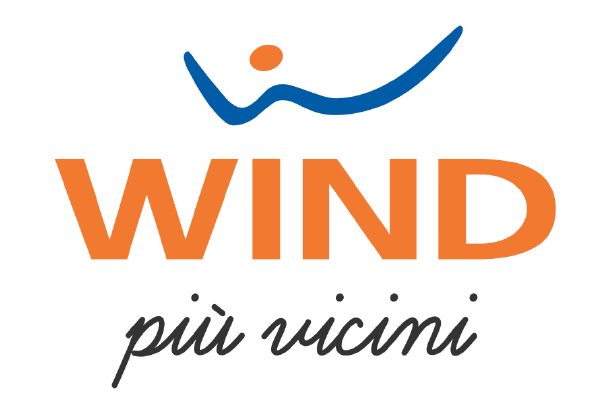
Wind
3 Italia
Infostrada